# مشخصات مورد نیاز نرم‌افزار
مشخصات مورد نیاز نرم‌افزار (به انگلیسی: Software requirements specification) برای یک نرم‌افزار، شرح کامل رفتار سیستم در هنگام توسعه است و ممکن است شامل مجموعه‌ای از مورد استفاده باشد که تعامل کاربران با نرم‌افزار را توصیف می‌کند. علاوه بر آن نیز شامل نیازمندی های غیر عملیاتی است. نیازمندی‌های غیر عملیاتی محدودیت در طراحی و پیاده‌سازی را تحمیل کنند.